# Gare de Wilwerwiltz
La gare de Wilwerwiltz est une gare ferroviaire luxembourgeoise de la ligne 1, de Luxembourg à Troisvierges-frontière, située à Wilwerwiltz sur le territoire de la commune de Kiischpelt, dans le canton de Wiltz.
Elle est mise en service en 1866 par la Compagnie des chemins de fer de l'Est, l'exploitant des lignes de la Société royale grand-ducale des chemins de fer Guillaume-Luxembourg.
C'est une halte voyageurs de la Société nationale des chemins de fer luxembourgeois (CFL), desservie par des trains InterCity (IC) et Regional-Express (RE).

## Situation ferroviaire
Établie à 327 mètres d'altitude, la gare de Wilwerwiltz est située au point kilométrique (PK) 67,277 de la ligne 1 de Luxembourg à Troisvierges-frontière, entre les gares de Kautenbach et Drauffelt.

## Histoire
La station de Wilwerwiltz est mise en service par la Compagnie des chemins de fer de l'Est, l'exploitant des lignes de la Société royale grand-ducale des chemins de fer Guillaume-Luxembourg, lors de l'ouverture à l'exploitation de la section d'Ettelbruck à Troisvierges le 15 décembre 1866.
Les bâtiments incendiés en 1871 sont reconstruits en 1874.

## Service des voyageurs

### Accueil
Halte CFL, c'est un point d'arrêt non géré (PANG), équipée d'une salle d'attente dans l'ancien bâtiment voyageurs et d'un automate pour l'achat de titres de transport. Le passage d'un quai à l'autre se fait par le passage à niveau.

### Desserte
Wilwerwiltz est desservie par des trains InterCity (IC) et Regional-Express (RE) qui exécutent les relations suivantes, :
- Luxembourg - Ettelbruck - Diekirch - Troisvierges (- Gouvy - Liège-Guillemins - Liers pour les trains IC) ;
- Troisvierges - Luxembourg - Rodange.

### Intermodalité
Un parc pour les vélos (7 places) et un parking pour les véhicules (44 places) y sont aménagés. La gare est desservie par les lignes 143, 144, 145 et 154 du Régime général des transports routiers.

## Service des marchandises
La gare dispose d'une voie de service et d'une halle à marchandises avec un quai.